# Andrei Wassiljewitsch Kuteikin
Andrei Wassiljewitsch Kuteikin (russisch Андрей Васильевич Кутейкин; * 30. September 1984 in Saratow, Russische SFSR) ist ein russischer Eishockeyspieler, der seit Mai 2018 beim HK Spartak Moskau in der Kontinentalen Hockey-Liga unter Vertrag steht.

## Karriere
Kuteikin begann seine Karriere bei Kristall Saratow. Zwischen 2002 und 2005 kam er sowohl in der zweiten Mannschaft von Salawat Julajew Ufa aus der Perwaja Liga als auch bei Kristall Saratow in der Wysschaja Liga, wo er zwischen 2003 und 2005 hauptsächlich spielte, zum Einsatz. In der Spielzeit 2004/05 kam der Verteidiger zu seinen ersten Einsätzen im Profi-Team von Salawat Julajew Ufa, für die er seither spielt. In seiner Debütsaison wurde er zudem punktbester Verteidiger seiner Mannschaft. Seinen ersten großen Titel feierte er mit dem Gewinn der Russischen Meisterschaft in der Saison 2007/08.
2011 gewann er mit Salawat Julajew den Gagarin-Pokal, die Meisterschaftstrophäe der Kontinentalen Hockey-Liga, und trug zu diesem Erfolg insgesamt 25 Scorerpunkte bei. Während der folgenden zwei Spielzeiten litt er unter mehreren Verletzungen, so dass er viele Spiele verpasste.
Ab Juni 2013 stand Kuteikin beim SKA Sankt Petersburg unter Vertrag und gewann mit diesem 2015 seinen zweiten Gagarin-Pokal. Im Sommer 2016 lief sein Vertrag beim SKA aus und Kuteikin wechselte zunächst zum HK Awangard Omsk, ehe er im Oktober des gleichen Jahres im Rahmen eines Spielertausches zum HK Dynamo Moskau kam. Für Dynamo absolvierte er bis zum Ende der Saison 2017/18 82 KHL-Partien.
Im Mai 2018 wechselte er innerhalb der KHL zum HK Spartak Moskau.

## Erfolge und Auszeichnungen
- 2008 Russischer Meister mit Salawat Julajew Ufa
- 2011 Gagarin-Pokal-Gewinn mit Salawat Julajew Ufa
- 2015 Gagarin-Pokal-Gewinn mit SKA Sankt Petersburg

## KHL-Statistik
(Stand: Ende der Saison 2018/19)